# Lachixova
Lachixova är en ort i Mexiko.   Den ligger i kommunen San Juan Comaltepec och delstaten Oaxaca, i den sydöstra delen av landet, 400 km sydost om huvudstaden Mexico City. Lachixova ligger 1 205 meter över havet och antalet invånare är 703.
Terrängen runt Lachixova är varierad, och sluttar österut. Runt Lachixova är det glesbefolkat, med 19 invånare per kvadratkilometer. Närmaste större samhälle är San Ildefonso Villa Alta, 19,9 km väster om Lachixova. I omgivningarna runt Lachixova växer i huvudsak städsegrön lövskog.